# Glafira Makarjewna Wassilewitsch
Glafira Makarjewna Wassilewitsch (russisch Глафира Макарьевна Василевич; * 16. Märzjul. / 28. März 1895greg. im Dorf Nesterowschtschina bei Borissow oder in St. Petersburg; † 22. April 1971 in Leningrad) war eine russisch-sowjetische Linguistin, Tungusologin und Hochschullehrerin.

## Leben
Wassilewitsch, Tochter eines Fabrikarbeiters und einer Schneiderin, besuchte das Petrowskaja-Mädchengymnasium in St. Petersburg und begann als Vierzehnjährige mit Privatstunden Geld zu verdienen. Von 1913 bis 1920 arbeitete sie in St. Petersburg/Petrograd im Kassenamt der Post in der Abteilung für ausländische Post und erlebte den Ersten Weltkrieg, die Februarrevolution 1917, die Oktoberrevolution und den Bürgerkrieg.
Ab 1920 arbeitete Wassilewitsch als Lehrerin und studierte gleichzeitig ab 1921 am Petrograder Geographie-Institut in der Ethnographie-Fakultät bei Lew Sternberg und Wladimir Bogoras. Nach dem Abschluss des Studiums 1925 wurde sie von der Leningrader Abteilung des Komitees zur Förderung der Völker der nördlichen Randgebiete (Nordkomitee) des Zentralen Exekutivkomitees der UdSSR in die Gouvernements Irkutsk und Jenisseisk geschickt, um das Volk der Ewenken zu untersuchen und ethnographische und linguistische Materialien zu sammeln. Sie nahm an 11 Expeditionen teil und sammelte Materialien zur Sprache, zur Folklore, zur Sozialstruktur und zum Schamanismus der Ewenken.
Als Assistentin am Lehrstuhl der Völker des Nordens der Geographie-Fakultät der Universität Leningrad (ab 1925) führte Wassilewitsch grundlegende linguistische Untersuchungen durch. Ab 1927 lehrte sie Ewenkisch am Leningrader Orientalistik-Institut. 1931 wurde sie Dozentin am Herzen-Pädagogik-Institut. Sie führte dialektologische Untersuchungen in Ostsibirien und einigen Fernost-Gebieten durch. Sie veröffentlichte 1934 ein dialektologisches Ewenkisch-Russisch-Wörterbuch und 1948 Werke in ewenkischer Sprache. Von 1931 bis 1951 veröffentlichte sie 62 Ewenkisch- und Russisch-Lehrbücher für die Grundschule und 12 Programme und Anleitungen, und sie übersetzte Belletristik ins Ewenkische. Auch schrieb sie ewenkische Gedichte für Kinder. 1935 wurde sie ohne Verteidigung einer Dissertation zur Kandidatin der linguistischen Wissenschaften promoviert.
Im Deutsch-Sowjetischen Krieg erlebte Wassilewitsch die Leningrader Blockade und arbeitete ab 1942 im Ethnographie-Institut der Akademie der Wissenschaften der UdSSR, das aus Moskau nach Kasan evakuiert worden war.
Am 8. April 1952 wurde Wassilewitsch wegen politischer Verzerrungen in ihren Veröffentlichungen und Diffamierung der Nationalitätenpolitik der KPdSU verhaftet. Sie wurde am 9. Juni aus dem Ethnographie-Institut entlassen und am 12. Juli 1952 vom Leningrader Stadtgericht nach Artikel 58 des Strafgesetzbuches der RSFSR zu 10 Jahren Haft mit fünfjährigem Wahlrechtsausschluss verurteilt. Die Berufung beim Obersten Gericht der RSFSR blieb erfolglos. Sie verbüßte die Strafe in der Molotowskaja Oblast. Nach Stalins Tod beschloss im Rahmen der Entstalinisierung das Präsidium des Obersten Gerichts der RSFSR am 30. Juni 1955 ihre Rehabilitierung, worauf sie am 18. Juli 1955 freigelassen wurde.
Am 1. Oktober 1955 erhielt Wassilewitsch wieder ihre frühere Stelle am Ethnographie-Institut. Ihr Forschungsschwerpunkt war nun die Ethnographie. Sie veröffentlichte Werke zur Folklore und Sozialstruktur der Ewenken sowie zur Ethnogenese und zum Schamanismus. Am 16. Mai 1969 wurde sie auf der Basis ihrer Veröffentlichungen ohne Verteidigung einer Dissertation zur Doktorin der historischen Wissenschaften promoviert.